# Referéndum constitucional de Guatemala de 1994
El referéndum constitucional de Guatemala de 1994 se llevó a cabo el domingo 30 de enero de 1994 en Guatemala, tras el fallido autogolpe por el presidente Jorge Serrano Elías el 25 de mayo de 1993. Entre las reformas se incluyó una propuesta para reducir la legislatura del gobierno vigente. Las reformas constitucionales fueron aprobadas por el 83,9% de los votantes, aunque la participación fue sólo del 15,9%.

## Resultados
|                         | Votos   | %     |
| ----------------------- | ------- | ----- |
| A favor                 | 370.044 | 67.78 |
| En contra               | 70.761  | 12.96 |
| Votos invalidos/blancos | 105.089 | 19.25 |
| Total                   | 545.894 | 100   |
| Fuente: Nohlen, 2005    |         |       |